# ヒラマサ

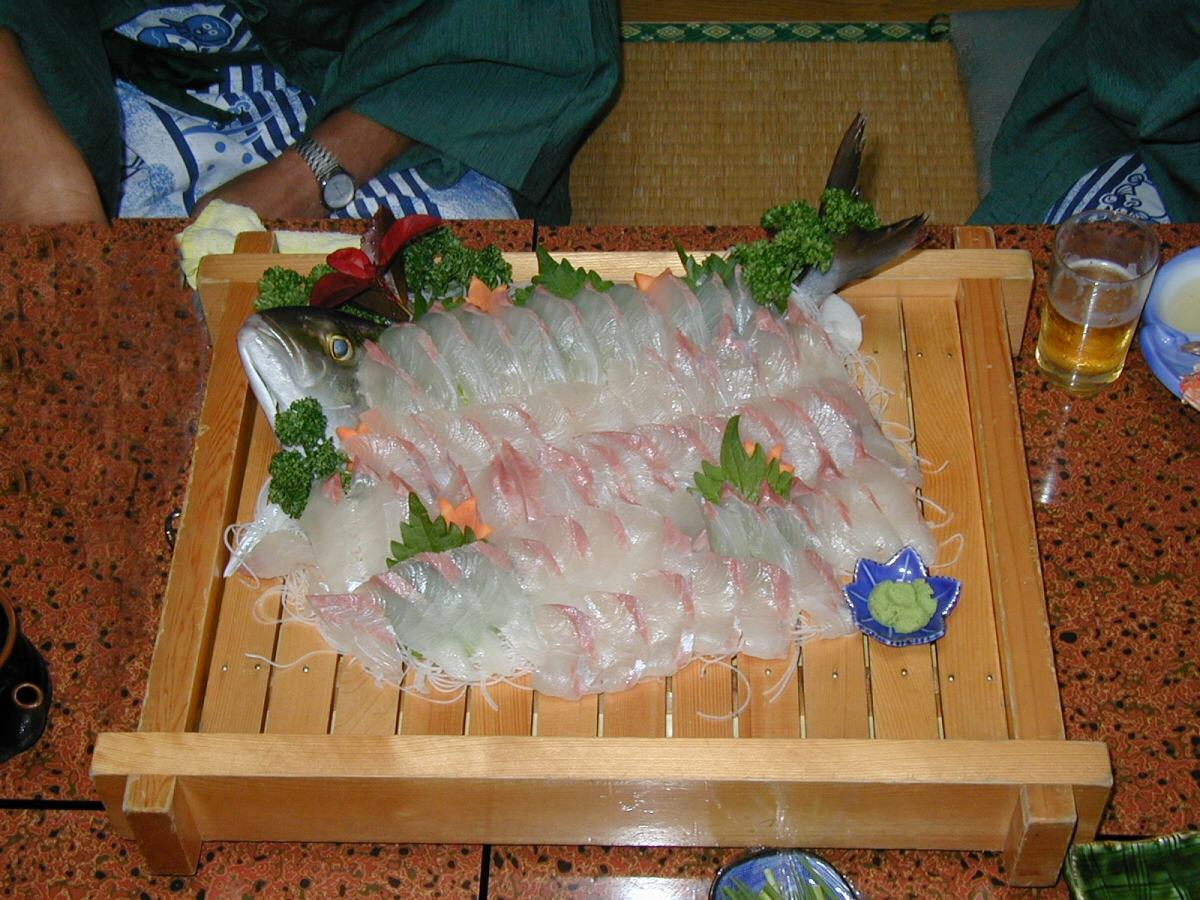
ヒラマサの姿造り

ヒラマサ（平政、平鰤、学名 Seriola lalandi ）は、スズキ目アジ科に分類される海水魚の一種。アジ科魚類の最大種で、全世界の亜熱帯・温帯海域に分布する。食用になる。日本での地方名はマサ（東京）、ヒラス（大阪・高知・九州）、ヒラサ（瀬戸内海の一部）、ヒラソ（山陰）、テンコツ、ヒラソウジ（九州）等がある。

## 形態
成魚は1m前後だが、最大で全長250cm・体重96.8kgの記録がある。約150種を含むアジ科魚類の最大種である。体は前後に細長く、側扁する。体色は背が青緑色、腹が銀白色で、体側には太い黄色の縦帯がある。鰭条数は第一背鰭6-7棘・第二背鰭1棘34-36軟条・臀鰭2遊離棘1棘19-22軟条である。体表は細かい鱗に覆われ、側線鱗数は約200に達する。
同属のブリ S. quinqueradiata に似ているが、上顎の上後端が角張らず丸みを帯びること、胸鰭が腹鰭より短いこと、体が側扁すること、黄色の縦帯が明瞭であることで区別できる。
ブリとヒラマサはまれに天然に交配することがあり、ブリマサまたはヒラブリと呼ばれる個体が水揚げされることがある。

## 生態
全世界の亜熱帯・温帯海域に広く分布するが、赤道付近の熱帯海域では見られない。日本近海では北海道南部以南で見られる。沿岸や沖合いの浅い海に生息するが、水深825mからの記録もある。ブリより高温を好み、水温18-24℃の海域に多いが、これより低い水温で見られることもある。
単独か小さな群れで行動する。また回遊魚でもあり、日本の北海道南部や東北地方では夏に北上したものが出現する。遊泳速度は速く、時速50km以上で泳ぐことができる。食性は肉食で、遊泳する小魚・甲殻類・頭足類を追いかけて捕食する。
日本近海での産卵期は4-8月で、ブリより遅い。卵は球形の分離浮遊卵である。全長数cm程の稚魚は体側に6-10本の横縞があり、成魚とは模様が異なる。ブリの稚魚も同様の模様があるが、ヒラマサの稚魚はブリの稚魚とちがって流れ藻に付かず、沖合いで生活する。成長はブリより早い。寿命は最高で12年という記録がある。

## 利用
釣りや定置網等で漁獲される。敏活な大型肉食魚なので、同属のブリやカンパチ等と共に大物釣りの対象にもなる。ブリやカンパチに交じって漁獲されることが多い。
身はブリより脂肪が少なく歯ごたえもあり、高級食材として扱われる。旬は夏で、大型個体よりも全長1mに達しないほどの若魚が美味とされている。また大型個体ではシガテラ中毒も報告されている。特に刺身や寿司種で珍重されるが、他にも焼き魚（照り焼き、塩焼き）、煮魚、酢の物等にも用いることができる。

## 交雑種
近縁種との間に人工交雑種を作る事が出来る。
- ブリヒラ （S. quinqueradiata ♀ × S. lalandi aureovittata ♂）
1970年近畿大学水産研究所にて、ブリの卵にヒラマサの精子を受精させて開発された養殖目的の交雑種。種苗生産の際の奇形率がブリよりも低く、生育がヒラマサよりも早く、飼料効率が両親より優っている。肉質はヒラマサ由来のコラーゲン含有で身持ちや歯ごたえが良く、ブリ由来の脂乗りの良さも保持している。
- カンヒラ （S. dumerili ♀ × S. lalandi aureovittata ♂）
カンパチの卵にヒラマサの精子を受精させて開発された養殖目的の交雑種。飼料効率が両親より優っており、高水温および低水温に対する耐性も両親より高い。